# Paphiopedilum supardii
Paphiopedilum supardii é uma espécie de orquídea terrestre, família Orchidaceae, que habita o sudeste de Kalimantan, em Borneu.